# مشغل الطلب
في نظرية الحقل الكمومي، عامل تشغيل الطلب أو حقل الطلب هو إصدار حقل الكم من معلمة طلب لانداو التي تميز قيمة التوقعات انتقالات المرحلة. هناك يوجد نسخة مزدوجة منه، عامل الاضطراب أو حقل الاضطراب، الذي تميز قيمة التوقع مرحلة الانتقال من خلال الإشارة إلى وجود غزير من العيوب أو خطوط الدوامة في مرحلة مرتبة.
عامل الفوضى هو عامل تشغيل يخلق انقطاعاً لمشغلي الأوامر العادية أو أحادية اللون لقيمهم. على سبيل المثال، مشغل
"t Hooft" هو عامل اضطراب. وكذلك الانتقال بين جوردان وينر. أُدخل مفهوم الاضطراب القابل للرصد لأول مرة في سياق نموذج إيزينج، حيث يحدث انتقال المرحلة بين المراحل المُحاذية (الممغنطة) والمضطررة في بعض درجات الحرارة.